# لور بولو
لور بولو (انگلیسی: Laure Boulleau؛ زادهٔ ۲۲ اکتبر ۱۹۸۶) بازیکن فوتبال اهل فرانسه است.
از باشگاه‌هایی که در آن بازی کرده‌است می‌توان به مرکز آکادمی فوتبال کلیر فونتین و باشگاه فوتبال زنان پاری سن ژرمن اشاره کرد.
وی همچنین در تیم‌های ملی فوتبال France women's national under-20 football team، و France women's national under-20 football team، و زنان فرانسه بازی کرده‌است.